# Wildtöter (Hörspiel, Schurr)
Wildtöter ist ein Hörspiel nach Motiven des Lederstrumpf-Romans Der Wildtöter von James Fenimore Cooper. 

## Daten
Veröffentlicht wurde es vom Label Maritim jeweils 1973 auf Compact Cassette und Langspielplatte. Die Produktion und Regie lagen bei Benno Schurr. Als Hörspiel-Vorlage diente das 1958 produzierte Hörspiel  Wildtöter von Kurd E. Heyne.

## Inhalt
Geschildert wird die Geschichte des Jägers Bumppo und seines Blutsbruders des Mohikaners Chingachgook, die dem Fallensteller Hutter und seinen beiden Töchtern im Kampf gegen die Huronen beistehen. 

## Mitwirkende
- Wildtöter (oder: Nathaniel Natty Bumppo; Waldläufer) – Ernst Kiefer
- Chingachgook (von Delawaren aufgezogener Mohicaner) – Jürgen Goslar
- Tom Hutter (Einsiedler) – Kurt Ebbinghaus
- Judith (Hutters Tochter) – Gisela Röhrig
- Hetty (Hutters Tochter) – Win Kristin
- Harry March (auch Harry Hurry genannt; Jäger) – Herbert Mensching
- Rivenoak (Gespaltene Eiche; Häuptling der Huronen) – Arthur Mentz
- Wahtawah (oder: Wah-ta-Wah; Mohicanerin, Häuptlingstochter) – Ursula Langrock
- Mingo-Indianer – Robert Rathke
- Pantherkatze – Stefan Burschewsky